# Sting (wrestler)
 For alternative betydninger, se Sting (flertydig). (Se også artikler, som begynder med Sting)
Steve Borden (født 20. marts 1959 i Omaha, Nebraska), bedre kendt under ringnavnet Sting, er en tidligere amerikansk wrestler, der er mest kendt for sin tid i World Championship Wrestling (WCW) fra 1987 til 2001, hvor han var organisationens største stjerne. Han har også wrestlet i Total Nonstop Action Wrestling (TNA) mellem 2003 og 2014, samt i verdens førende wrestlingorganisation, WWE, hvor han indstillede sin karriere i 2016 ved WWE Hall of Fame.
Sting er ifølge Pro Wrestling Illustrated en 12-dobbelt verdensmester og har vundet VM-titlen syv gange i World Championship Wrestling i 1990'erne og VM-titlen fem gange i Total Nonstop Action Wrestling i 2000'erne og 2010'erne. WWE anerkender kun Stings VM-titelsejre i WCW og NWA.
Sting bliver ofte kaldt for WCW's "franchise", bl.a. fordi han i 1990'erne og 2000'erne var loyal over for WCW og i modsætning til de fleste andre superstjerner inden for wrestling undlod at skrive kontakt med verdens førende wrestlingorganisation, WWE. Som 55-årig fik Sting sin debut i WWE i 2014, hvor han wrestlede ved sit første WrestleMania-show nogensinde. En skade under en VM-titelkamp fik dog Sting til at indstille sin aktive karriere i 2016. Han blev optaget i WWE Hall of Fame aftenen før WrestleMania 32.
Sting er sammen med John Cena den eneste wrestler, der fire gange har vundet Pro Wrestling Illustrateds pris for mest populære wrestler.

## Wrestling

### Universal Wrestling Federation (1985-1987)
Steve Borden, der er vokset op i Venice Beach, Californien, blev trænet af bl.a. Red Bastien og fik wrestlingdebut i november 1985 under ringnavnet Flash Borden. Han wrestlede i Universal Wrestling Federation (UWF) og dannede tagteamet Bladerunners med Jim "Justice" Hellwig (senere kendt under ringnavnet Ultimate Warrior i World Wrestling Federation). Kort efter ændrede han navn fra Flash til Sting, mens Hellwig blev til Rock. De wrestlede sammen i UWF, indtil Rock forlod organisationen i midten af 1986. Sting fik dog nogle andre tagteam-partnere og vandt UWF's VM-bælterne for tagteams tre gange i løbet af 1986 og 1987, bl.a. én gang sammen med Rick Steiner. Sting, der havde wrestlet som heel-wrestler, begyndte som face-wrestler efter en kamp mod Terry Taylor i 1987. Det var i denne periode, at Eddie Gilbert offentligt proklamerede, at Sting ville blive en superstjerne inden for wrestling, og det blev diskuteret, hvornår han burde få en titelkamp.

### National Wrestling Alliance (1987-1991)

#### 1987-1989
Universal Wrestling Federation blev opkøbt af Jim Crockett Promotions (JCP), der var en del af National Wrestling Alliance (NWA), og Sting fik sin debut i NWA ved organisationens første pay-per-view-show Starrcade 1987. Sting var én af de få wrestlere fra UWF, der fik succes i NWA. Ved den første udgave af NWA's Clash of Champions i 1988 udfordrede han den regerende verdensmester Ric Flair til en VM-titelkamp. Kampen endte uafgjort, men den gjorde Sting til en ægte superstjerne. Derefter fejdede han desuden med andre medlemmer af Flairs gruppe The Four Horsemen, og sammen med Nikita Koloff udfordrede han Tully Blanchard og Arn Anderson, der var regerende verdensmestre for tagteams i NWA, til en kamp om VM-bælterne. Også denne kamp endte uafgjort. Sting fik i løbet af 1988 flere titelkampe og udfordrede bl.a. Barry Windham til en kamp om NWA United States Heavyweight Championship og Mike Rutundo til en kamp om NWA Television Championship. Ved Starrcade i december 1988 udfordrede Sting sammen med Dusty Rhodes det legendariske tagteam The Road Warriors, der nu var indehaver af VM-bælterne. Sting og Rhodes vandt kampen, men via diskvalifikation og derfor forblev VM-bælterne hos The Road Warriors.
I 1989 fik Sting dog mere held i titelkampene. Han besejrede Mike Rotundo og vandt dermed NWA Television Championship, der var Stings første titel i NWA. I midten af 1989 tabte han dog titlen til The Great Muta. The Great Muta angreb ved NWA's The Great American Bash den regerende verdensmester Ric Flair, der netop havde forsvaret VM-titlen mod Terry Funk. Sting kom til ringen for at hjælpe Flair, og sammen fejdede de efterfølgende mod Muta og Funk. Ved NWA's Halloween Havoc i oktober 1988 vandt Sting og Flair over de to. Alliancen mellem de to tidligere rivaler, Flair og Sting, resulterede i, at Sting blev medlem af The Four Horsemen, der på dette tidspunkt bestod af Arn Anderson og Ole Anderson også. Sting sluttede 1989 af med at vinde en Ironman-turnering ved NWA's Starrcade 1989. I finalen besejrede han Ric Flair, hvilket gjorde Sting til topudfordreren til Flairs VM-titel.

#### 1990-1991
Sting blev smidt ud af The Four Horsemen d. 6. februar 1990 ved Clash of the Champions X: Texas Shootout, efter han nægtede at opgive den VM-titelkamp, som han havde gjort sig fortjent til ved Starrcade. Det genstartede dermed fejden mellem Ric Flair og Sting. Senere samme aften blev Sting dog alvorligt skadet i en kamp mod The Four Horsemen, og Lex Luger erstattede Sting i fejden med Ric Flair de næste par måneder. Efter seks måneders pause hvor Lex Luger ikke havde været i stand til at vinde VM-titlen fra Ric Flair, vendte Sting tilbage til ringen og besejrede den regerende verdensmester i en VM-titelkamp ved The Great American Bash d. 7. juli 1990. Det var Stings første VM-titelsejr. Sting forsvarede VM-titlen efterfølgende mod Ric Flair og Sid Vicious. Ved Starrcade 1990 forsvarede han VM-titlen mod en maskeret mand med navnet The Black Scorpion. Efter Sting havde vundet kampen, viste det sig, at det var Ric Flair med en maske.

### World Championship Wrestling (1991-2001)

#### 1991-1995
Stings periode som verdensmester sluttede d. 11. januar 1991, hvor han blev besejret af Ric Flair i en rematch fra Starrcade. I samme måned løsrev World Championship Wrestling (WCW) sig fra National Wrestling Alliance, og WCW lavede derfor sine helt egen VM-titler: WCW World Heavyweight Championship (WCW's egen VM-titel) og WCW World Tag Team Championship (WCW's egen VM-titel for tagteams). Sting og Lex Luger forsøgte at vinde WCW World Tag Team Championship i maj 1991, hvor de udfordrede de regerende verdensmestre Steiner Brothers (Rick Steiner og Scott Steiner) i en kamp, som mange anerkender som en af de bedste kamp i 1991. I august 1991 vandt Sting i stedet for WCW United States Heavyweight Championship ved at besejre Steve Austin i finalen af en titelturnering. Ved Starrcade 1991 vandt Sting den første udgave af WCW's BattleBowl og vandt derfor en mesterskabsring.
I 1992 havde Stings gode ven Lex Luger vundet WCW's VM-titel, men Luger så nu Sting som en kæmpe trussel til VM-titlen, og de begyndte at kæmpe mod hinanden. Sting besejrede Lex Luger i februar 1992 ved WCW's SuperBrawl II og vandt dermed WCW's VM-titel for første gang i karrieren. Sting og hans allierede (Ricky Steamboat, Dustin Rhodes, Barry Windham og Nikita Koloff) wrestlede i en WarGames Match ved WCW's WrestleWar i maj 1992 under navnet Sting's Squadron, og de besejrede The Alliance (Rick Rude, Steve Austin, Arn Anderson, Larry Zbyszko og Bobby Eaton). Måneden inden havde Sting forsvaret VM-titlen mod den 200 kg tunge Vader, men han var blevet skadet under kampen. Da de to mødtes i en rematch ved WCW's The Great American Bash i juli 1992, vandt Vader VM-titlen fra Sting. Sting besejrede herefter Cactus Jack (Mick Foley) ved WCW's Beach Blast og Jake Roberts ved WCW's Halloween Havoc i oktober 1992, før han fik en rematch mod Vader ved WCW's Starrcade. Hér vandt Sting finalen i King of Cable-turneringen over Vader. Vader vandt efterfølgende en blodig Strap Match ved WCW's SuperBrawl III, men Sting fik hævn ved at vinde WCW's VM-titel for anden gang d. 11. marts 1993 i London, Storbritannien fra Vader. Sting tabte dog VM-titlen blot seks dage senere i Dublin, Irland. Sting og Davey Boy Smith besejrede så Vader og Sid Vicious i en tagteam-match.
Mod slutningen af 1993 var Sting én af de første wrestlere, der ønskede Ric Flair, der var vendt tilbage efter halvandet år i World Wrestling Federation (WWF), tillykke med VM-titelsejren over Vader ved WCW's Starrcade 1993. Sting fortsatte sin fejde med Vader og Rick Rude i 1994, hvor han bl.a. vandt WCW International World Heavyweight Championship fra Vader. Titlen var WCW's fortsættelse af NWA World Heavyweight Championship, men Pro Wrestling Illustrated, World Wrestling Entertainment og mange andre anerkender ikke titlen som en ægte VM-titel. Titlen blev også kort efter forenet med WCW World Heavyweight Championship, da den regerende verdensmester Ric Flair besejrede Sting ved WCW's Clash of the Champions XXVII.
Hulk Hogan skrev kontrakt med WCW i sommeren 1994, og Sting brugte resten af 1994 og det meste af 1995 med at hjælpe ham i fejden mod 3 Faces of Fear og senere Dungeon of Doom. Sting besejrede bl.a. Avalanche ved WCW's Starrcade 1994 og Big Bubba Rogers ved WCW's Slamboree 1995. I juni 1995 vandt Sting den ledige WCW United States Heavyweight Championship med finalesejr i en titelturnering over Meng. Ved Fall Brawl 1995 vandt Hulkamaniacs (Hulk Hogan, Randy Savage, Sting og Lex Luger) en WarGames Match over Dungeon of Doom (Avalanche, Kamala, Meng og Zodiac). I oktober 1995 blev Sting overtalt af Ric Flair til at hjælpe ham i fejden mod Arn Anderson og Brian Pillman ved WCW's Halloween Havoc. Anderson og Pillman angreb kort inden kampen Flair, og han var derfor ikke i stand til at deltage, hvilket betød, at Sting måtte kæmpe alene mod de to. Under kampen kom Flair dog til ringen, og da Flair langt om længe blev tagget ind i kampen, angreb han Sting og gendannede The Four Horsemen sammen med Anderson, Pillman og senere Chris Benoit. Sting fejdede resten af 1995 mod The Four Horsemen, og han fik bl.a. hjælp af Lex Luger, Randy Savage og Hulk Hogan. Hogan og Savage frygtede dog, at Sting ville slutte sig til Dungeon of Doom og for at teste Stings loyalitet blev Sting udfordret til en kamp under en episode af WCW's nye ugentlige tv-program Nitro. Den første kamp nogensinde mellem Hogan og Sting endte uafgjort, da medlemmer fra Dungeon of Doom angreb både Hogan og Sting under kampen. Sting sluttede 1995 af med at tabe en Triple Threat Match om en VM-titelkamp til Ric Flair, hvori Lex Luger, der efter at have været i World Wrestling Federation i nogle år var vendt tilbage, også deltog.

#### 1996-1998
Sting og Lex Luger begyndte regelmæssigt at wrestle sammen som et tagteam og vandt i januar 1996 WCW World Tag Team Championship fra Harlem Heat. Deres tid som verdensmester for tagteams var kendetegnet ved, at Sting som face-wrestler tilsyneladende ikke ænsede Lex Lugers snydetaktik, som ofte hjalp dem til sejr. Harlem Heat vandt VM-bælterne tilbage under en episode af WCW Monday Nitro d. 24. juni 1996. Måneden inden havde Sting fået en VM-titelkamp mod den regerende verdensmester The Giant ved WCW's Slamboree, men tabte efter, at Lex Luger på uheldigvis havde slået Sting i hovedet med Jimmy Harts megafon.
I sommeren 1996 var Sting den første, der trodsede The Outsiders (Kevin Nash og Scott Hall), der netop var kommet til World Championship Wrestling fra World Wrestling Federation. De havde en kamp ved WCW's Bash at the Beach 1996, hvor Sting og Lex Luger dannede et hold med Randy Savage. The Outsiders annoncerede umiddelbart inden kampen, at deres mystiske tredje deltager ville komme ud, når det passede ham. Tidligt i kampen blev Lex Luger skadet, hvilket gjorde det til en fair kamp 2-mod-2. Sting og Savage kæmpede længe mod Nash og Hall, indtil Hulk Hogan gjorde sin entré til ringen for tilsyneladende at hjælpe sine to gode venner – Sting og Savage. Men Hulk Hogan angreb til alles overraskelse Randy Savage. Hogan, Nash og Hall dannede efter kampen New World Order (nWo), som skulle blive én af de mest dominerende heel-grupper inden for wrestling. nWo introducerede en falsk Sting, kendt som nWo Sting, der fik WCW's wrestlere og fans til at tro, at Sting havde vendte WCW ryggen og sluttet sig til nWo. Under den årlige WarGames Match ved WCW's Fall Brawl mellem WCW og nWo i september 1996 brugte nWo en falsk Sting, og da den rigtige Sting kom ind i kampen, følte han sig bedraget af WCW-wrestlerne. Sting blev skuffet og forlod WCW ved at erklære sig som en "free agent". Han begyndte nu at dukke op ved forskellige WCW-shows ved loftsbjælkerne. Stings nye, stille skikkelse bestod af ligmaling, en mørk frakke og langt, mørkt hår, og hans nye gimmick var tydeligvis inspireret af filmen The Crow. Han begyndte også at bruge et baseballbat som sit våben. nWo's falske Sting ændrede på samme måde nWo Stings udseende for yderligere at skabe forvirring. I den næste lange tid begyndte Sting at konfrontere flere af WCW's wrestlere ved at skubbe til dem med sit baseballbat. Når de var blevet provokeret nok til at svare igen, gav han dem battet, så de havde mulighed for at slå igen. Når wrestleren så undlod at slå igen, nikkede Sting anerkendende og forlod ringen uden at sige en lyd. Efter at flere WCW-wrestlere havde undladt at svare igen, begyndte han at hjælpe flere af disse wrestlere, når nWo angreb dem i ringen.
Efter næsten seks måneders uvished og mystisk, angreb Sting endelig hele nWo ved WCW's Uncensored i marts 1997 og viste sig som en sand face-wrestler. Ved Uncensored kom Sting ned i ringen fra loftet og gav "The Scorpion Death Drop" til flere af nWo's medlemmer, heriblandt The Outsiders, Randy Savage (der var blevet medlem af nWo) og verdensmesteren Hollywood Hogan. Sting fortsatte med at komme til WCW's hjælp mod slutningen af de fleste episode af WCW Monday Nitro, og dette hjalp til at WCW's seertal i denne periode konsekvens lå højere end WWF's RAW, der blev sendt samtidig mandag aften. WCW's kommissær James J. Dillon forsøgte flere gange at få Sting til at komme tilbage til wrestling, men han ønskede kun at komme tilbage for én grund: En VM-titelkamp mod Hollywood Hogan.
Sting og Hollywood Hogan mødtes endelig i en VM-titelkamp ved WCW's Starrcade i december 1997, hvor Sting vandt under kontroversielle omstændigheder. Specieldommeren Bret Hart, der netop havde skrevet kontrakt med WCW, omstødte dommer Nick Patricks kendelse, fordi han talte til tre for hurtigt. Kampen blev genstartet, og Sting fik Hollywood Hogan til at give op. Det rygtes, at det var meningen, at Sting skulle have vundet på fair vis, men Terry Bollea (Hollywood Hogan) brugte sin "creative control", der er skrevet ind i hans kontrakt med WCW, til at få den kontroversielle afslutningen skrevet ind i showet, så hans rolle på tv ikke blev svækket. Sting og Hogan mødtes i en rematch aftenen efter under en episode af WCW Monday Nitro, men igen sluttede kampen under mystiske omstændigheder, og WCW erklærede VM-titlen for ledig. Utilfreds med den beslutning sagde Sting for første gang i halvandet noget på tv, da han kaldte J. J. Dillon for en tøs. Sting vandt dog VM-titlen igen ved WCW's SuperBrawl, hvor Sting og Hogan mødtes i endnu en rematch om den ledige VM-titel. Sting forsvarede VM-titlen mod Scott Hall, Diamond Dallas Page og Kevin Nash, inden han tabte titlen til Randy Savage ved WCW's Spring Stampede i april 1998. I hele denne periode fik Sting sig tre sejre over Hollywood Hogan uden at tabe nogle af kampene. Sting er dermed den ene af kun fire wrestlere, der har besejret Hogan uden at tabe til ham. Brock Lesnar, Goldberg og The Rock er alle også ubesejret mod Hogan, men Sting er den, der har vundet fleste gange.
Senere i 1998 blev nWo splittet op i to grupper. Kevin Nash dannede nWo Wolfpac, hvor Sting senere sluttede sig til, efter at Lex Luger også havde sluttet sig til gruppen. Sting og The Giant vandt WCW World Tag Team Championship, men da det tagteam gik fra hinanden genvandt Sting og Kevin Nash VM-bælterne. nWo Wolfpac kæmpede i løbet af sommeren mod den anden del af nWo – nWo Hollywood – der blev ført an af Hollywood Hogan. Sting begyndte en fejde med Bret Hart, der var sur over, at Sting havde kopieret "The Sharpshooter". Bret Hart besejrede Sting i en kamp ved WCW's Halloween Havoc i oktober 1998, hvori Sting blev skadet og forsvandt dermed fra WCW's ugentlige tv-programmer i nogle måneder. I denne periode blev nWo genforenet, og Sting var atter på egen hånd.

#### 1999-2001
I foråret 1999 vendte Sting tilbage til WCW Monday Nitro og ved WCW's Spring Stampede deltog han i en VM-titelkamp, der også involverede Hollywood Hogan, Diamond Dallas Page og den regerende verdensmester Ric Flair. Page vandt dog kampen. Nogle uger senere vandt Sting dog VM-titlen fra Diamond Dallas Page under en episode af WCW Monday Nitro, men allerede halvanden time senere i samme udsendelse tabte han VM-titlen tilbage til Page i en kamp, der også havde deltagelse af Kevin Nash og Goldberg. Page vandt via pinfall på Nash, hvilket betød, at Sting tabte bæltet uden at blive besejret rigtigt. Det markerede desuden også den korteste periode, at en verdensmester har haft bæltet. Sting tabte en kamp til Goldberg ved WCW's Slamboree i maj, hvorefter han indledte en fejde med Rick Steiner. I sommeren dannede han et tagteam med Kevin Nash, og de mødte medlemmer af Team Madness (Randy Savage og Sid Vicious). Hogan gjorde comeback som face-wrestler i løbet af sommeren også, og Sting, Hogan og Goldberg kæmpede mod Kevin Nash, Sid Vicious og Rick Steiner i en kort periode. Hulk Hogan var i stand til at vinde VM-titlen og følte, at Sting fortjente en VM-titelkamp, og de to mødtes i en kamp på Nitro, som dog blev afbrudt. I stedet for blev der sat en VM-titelkamp op ved WCW's Fall Brawl i september 1999 mellem de to. Mod slutningen af kampen angreb Sting Hogan med et baseballbat, og det markerede overraskende, at Sting for første gang i mange år blev heel-wrestler for en kort periode. Sting vandt VM-titlen fra Hulk Hogan og fik sig endnu en sejr over legenden. Stings forandring til heel-wrestler blev dog ikke modtaget godt af WCW's fans, som fortsat tiljublede ham som om, at han var face-wrestler. Han forsvarede titlen mod Hulk Hogan ved WCW's Halloween Havoc, da Hogan blot valgte at lægge sig ned for ham og efterfølgende uden videre forlade WCW for en kort periode. Sting blev samme aften udfordret af Goldberg til en kamp, der ikke skulle være om Stings VM-titel. Goldberg vandt kampen, og han blev fejlagtigt udråbt som den nye verdensmester. WCW erklærede endnu engang VM-titlen for ledig og iværksatte en VM-titelturnering, hvor Sting blev besejret af Bret Hart i semifinalen. I semifinalekampen blev Sting slået med en baseballbat af sin tidligere bedste ven Lex Luger. Sting besejrede Luger ved WCW's Starrcade i december 1999.
Efter et par måneders skadespause vendte Sting tilbage og afsluttede sin fejde med Lex Luger, som han besejrede ved WCW's Uncensored i marts 2000. Måneden efter deltog Sting i en titelturnering om den ledige WCW United States Heavyweight Championship, og Sting besejrede Booker T og Vampiro i de indledende runder, inden han tabte finalen til Scott Steiner. Sting indledte en fejde med Vampiro, som han besejrede ved Slamboree og senere også i en triangle match (også mod The Great Muta) ved WCW's Fall Brawl. Ved Halloween Havoc i oktober 2000 tabte Sting til Jeff Jarrett. Kort efter forlod Sting WCW's tv-programmer. Han vendte kun tilbage én enkelt gang, og det var under den sidste episode af WCW Monday Nitro d. 26. marts 2001, hvor han besejrede ærkerivalen Ric Flair i en historisk kamp. Hverken Sting eller Flair havde wrestlet regelmæssigt i lang tid, men efter kampen omfavnede de hinanden som gode venner og afsluttede endeligt deres 13-årige fejde. Samtidig var det også den sidste kamp på WCW's ugentlige tv-program Nitro, hvor netop Sting og Ric Flair havde wrestlet på den første episode d. 4. september 1995. Flair har adskillige gange efterfølgende konstateret, at Sting var hans bedste modstander nogensinde.
WCW blev opkøbt af World Wrestling Federation (WWF) i marts 2001, men Sting nægtede at skrive kontrakt med organisationen. Han følte ikke, at han kunne stole på, hvordan han ville blive brugt i WWF, efter at han havde set flere tidligere WCW-wrestlere, eksempelvis Booker T, der skulle til at starte helt forfra, bare fordi de skiftede fra WCW til WWF.

### World Wrestling All-Stars (2002–2003)
Sting vendte tilbage til wrestling efter halvandet års pause i slutningen af 2002, hvor han deltog i en turné med World Wrestling All-Stars (WWA) i Europa i november og december. Hans første kamp i WWA var d. 28. november 2002 i Dublin, Irland, hvor han sammen med Lex Luger besejrede Buff Bagwell og Malice. I december vandt Lex Luger over Sting i en kamp, der var om det ledige WWA World Heavyweight Championship. Ugen efter vandt Sting titlen ved at besejre Lex Luger i Zürich, Schweiz. Titlen er dog ikke anerkendt som en ægte VM-titel på linje med eksempelvis WCW's eller WWE's VM-titler. Sting tog igen på turné med WWA i maj 2003, hvor han forsvarede titlen mod bl.a. Rick Steiner, Disco Inferno og Shane Douglas i Australien. I det sidste show på turnéen tabte han titlen til NWA's regerende verdensmester Jeff Jarrett i en kamp, hvor de to titler blev forenet.

### Total Nonstop Action Wrestling (2003-2014)

#### 2003-2005
I 2003 skrev Sting kontrakt med wrestlingorganisationen Total Nonstop Action Wrestling (TNA). Han fik sin debut d. 18. juni, hvor han sammen med Jeff Jarrett besejrede A.J. Styles og Syxx Pac. Sting lavede herefter en række interviews med TNA's kommentator Mike Tenay, hvor han diskuterede sin karriere og tro. Sting vendte tilbage til TNA 5. november 2003, hvor han besejrede den regerende verdensmester Jeff Jarrett i en VM-titelkamp via diskvalifikation og vandt dermed ikke VM-titlen. Ugen efter vandt han sammen med A.J. Styles over Jeff Jarrett og Lex Luger. Stings sidste optræden i TNA i 2003 blev d. 17. december, hvor han besejrede Jeff Jarrett i en kamp, hvor Jarretts VM-titel ikke var på spil. Sting medvirkede i marts 2004 som specieldommer, men ellers var det først i december 2005, at TNA kunne annoncere, at Sting ville gøre comeback til wrestling igen i januar 2006.

#### 2006-2007
Sting gjorde comeback ved TNA's Final Resolution, hvor han sammen med Christian Cage besejrede den regerende verdensmester Jeff Jarrett og Monty Brown. Stings comeback var promoveret meget, og pay-per-view-showet blev organisationens mest solgte nogensinde. Sting lavede sin første optræden på landsdækkende tv i næsten fem år, da han d. 28. januar 2006 medvirkede i sin første episode af TNA's ugentlige tv-program Impact! på Spike TV. Sting takkede sine fans og forklarede, at idéen med at komme tilbage var at sige ordentligt farvel til hans fans. Sting vendte dog tilbage ved TNA's Destination X, hvor han reddede Christian Cage og Rhino fra at blive angrebet af Jeff Jarrett. Herefter blev Sting angrebet af Scott Steiner, der hermed gjorde sin entré i TNA også. Sting besejrede Eric Young d. 13. april 2006, og det var Stings første kamp på kabeltv i fem år. Ved TNA's Lockdown kunne Sting's Warriors (Sting, A.J. Styles, Ron Killings og Rhino) besejre Jeff Jarrett, Scott Steiner og tagteamet America's Most Wanted. Sting og Samoa Joe besejrede Jeff Jarrett og Scott Steiner ved TNA's Sacrifice.
Sting vandt rettigheden til en VM-titelkamp ved TNA's Victory Road i juli 2006, da han besejrede Scott Steiner, Christian Cage og Samoa Joe til trods for, at den regerende verdensmester Jeff Jarrett havde sprøjtet benzin i øjnene på ham midt i kampen. Sting tabte VM-titelkampen til Jeff Jarrett ved TNA's Hard Justice, da Christian Cage slog Sting i hovedet med Jarretts guitar. Sting fik dog en rematch mod Jarrett med den betingelse, at hvis Sting tabte, skulle han indstille sin karriere. Ved TNA's største pay-per-view-show, Bound for Glory, d. 22. oktober 2006 vandt Sting VM-titlen fra Jeff Jarrett, og det var Stings første VM-titelsejr siden 1999. Han tabte VM-titlen til Abyss ved TNA's Genesis. Sting fik en rematch ved TNA's Turning Point, men tabte.
I 2007 fik Sting flere VM-titelkampe og fortsatte sin fejde med Abyss. Ved TNA's Final Resolution tabte han en VM-titelkamp, der også havde deltagelse af Abyss og Christian Cage. Christian Cage vandt senere VM-titlen, og Sting besejrede Abyss i en kamp, om hvem der skulle være topudfordreren. TNA's nye stjerne, Kurt Angle, var lige ankommet til organisationen fra World Wrestling Entertainment (WWE), og han blev også en del af VM-kampen. Under kampen gav Sting op, da Kurt Angle anvendte sin "Ankle Lock" samtidig med, at Sting besejrede Christian Cage via pinfall. Den kontroversille afslutning på kampen fik TNA til at erklære VM-titlen for ledig. Under en episode af TNA's Impact! vandt Sting sammen med Kurt Angle TNA World Tag Team Championship. Efter kun 13 dage som verdensmestre for tagteams tabte Sting og Kurt Angle VM-bælterne til Adam Jones og Ron Killings ved TNA's No Surrender. Det indledte en fejde mellem den regerende verdensmester Kurt Angle og Sting. De mødtes i en VM-titelkamp ved TNA's Bound for Glory, hvor Sting vandt TNA's VM-titel til trods for, at Kurt Angle fik hjælp af både Karen Angle og Kevin Nash. Kurt Angle vandt dog VM-titlen tilbage blot nogle få dage senere under en episode af Impact!. Sting tog kort tid efter en længere pause fra wrestling.

#### 2008-2009
I marts 2008 gjorde Sting comeback til TNA igen ved Lockdown, hvor han sammen med Team Cage besejrede Team Tomko. Sting angreb overraskende bl.a. Samoa Joe og A.J. Styles og opførte sig som en heel-wrestler, selvom fans fortsat tiljublede ham som en face-wrestler. Sting forklarede senere, at de yngre wrestlere burde have mere respekt for legender som eksempelvis Kurt Angle, Booker T og ham selv. Sting sagde, at han ikke ville indstille karrieren, indtil han opnået dette. Det fik blandede modtagelse af TNA's fans, og Sting indledte en fejde med den regerende verdensmester Samoa Joe. Sting besejrede Samoa Joe i en VM-titelkamp ved TNA's Bound for Glory, efter at Kevin Nash vendte tilbage til TNA og slog Joe i hovedet med Stings bat. Kort tid efter sluttede Sting sig til heel-gruppen The Main Event Mafia, der desuden bestod af Kurt Angle, Booker T, Sharmell, Kevin Nash og Scott Steiner, og han blev dermed fuldt ud heel-wrestler for første gang i 10 år. I april 2009 tabte han VM-titlen til Mick Foley ved TNA's Lockdown. Sting indledte en fejde med Kurt Angle om at blive leder af The Main Event Mafia, og det endte med, at gruppens medlemmer angreb Sting. Sting fik dog hævn mod gruppen og blev atter face-wrestler. Ved TNA's Bound for Glory i oktober 2009 gik Sting for fjerde gang ind i showet som udfordrer til VM-titlen, men Sting måtte lide sit første nederlag ved Bound for Glory, da han blev besejret af den regerende verdensmester A.J. Styles. Efter kampen holdt Sting en slags farveltale til sine fans, hvor han sagde, at han ikke vidste, om han titelkampen havde været hans sidste kamp.

#### 2010
Under den første liveepisode af TNA Impact! på en mandag aften (mandag d. 4. januar 2010) – direkte konkurrerende med WWE's Monday Night RAW, ligesom WCW Monday Nitro havde gjort under Monday Night Wars i 1990'erne – vendte Sting overraskende tilbage til TNA, da han viste sig i loftbjælkerne under udsendelsen, ligesom Sting så ofte havde gjort dengang i WCW. Samme aften fik Hulk Hogan, Ric Flair og Eric Bischoff deres debut i TNA. Der skulle dog gå yderligere to måneder, inden Sting igen viste sig. Under en ny liveepisode af Impact! 8. marts kom Sting til ringen i en tagteam-kampen, hvor Hulk Hogan og Abyss mødte Ric Flair og A.J. Styles, og alle troede, at Sting ville hjælpe Hogan mod ærkerivalen Flair. I stedet for svingede Sting sit baseballbat og angreb både Hogan og Abyss og blev dermed heel-wrestler til alles overraskelse. Senere samme aften blev han besejret af Rob Van Dam, der fik sin debut i TNA den aften. Efter kampen angreb Sting dog Rob Van Dam voldsomt. Sting var kaptajn på Team Flair ved den årlige lethal lockdown ved TNA' Lockdown i april 2010, hvor Team Flair tabte til Team Hogan. Sting forklarede sine overraskende handlinger til Hogan d. 3. maj, og samme aften blev han angrebet bagfra af Jeff Jarrett. Sting besejrede Jarrett ved TNA's Sacrifice. Sejren fik TNA Championship Committee til at rangere Sting som topudfordreren til TNA World Heavyweight Championship, men Sting tabte VM-titelkampen til Rob Van Dam, pga. indblanding fra Jeff Jarrett. Som følge heraf angreb Sting Jarrett under en episode af Impact!, og det fik TNA's præsident Dixie Carter til at suspendere Sting i 30 dage uden løn.
Sting vendte tilbage d. 5. august på Impact!, hvor han var iført sin røde ansigtsmaling, kendt fra tiden i nWo Wolfpac i 1998. Han hjalp den tidligere nWo Wolfpac-leder Kevin Nash, som havde bakket Sting op, mens han havde været suspenderet. De angreb Jarrett, Bischoff og Hogan. Ved TNA's No Surrender tabte Sting og Nash en kamp til Jeff Jarrett og Samoa Joe. I september sluttede D'Angelo Dinero sig til Sting og Nash, fordi Dinero mente, at Sting og Nash havde ret i, at Hogan og Bischoff var i gang med at planlægge noget mistænksomt. Ved Bound for Glory i oktober 2010 havde Sting, Nash og Dinero let ved at besejre Jeff Jarrett og Samoa Joe i en handicap match (3-mod-2), da Jarrett overraskende efterlod sin makker alene i ringen mod tre. Ved afslutningen af pay-per-view-showet viste det sig, at Sting havde haft ret ang. Hogan og Bischoff hele tiden, og Hogan og Bischoff blev heel-wrestlere, da de sammen hjalp Jeff Hardy med at vinde TNA World Heavyweight Championship. De gjorde samtidig Sting, Nash og Dinero til face-wrestlere. På den efterfølgende episode af Impact! nægtede Sting og Nash at slutte sig til Hogan og Bischoffs nye gruppe, Immortals, der samme aften dannede en alliance med Ric Flairs gruppe, Fortune. Sting forklarede Dixie Carter, at de havde forsøgt at advare hende imod Hogan og Bischoff, men hun havde ikke hørt efter. Sting forlod TNA for at komme sig over nogle skader.

#### 2011-2014
Trods en masse falske rygter om, at Sting havde kontrakt med World Wrestling Entertainment (WWE), vendte Sting tilbage til TNA i februar, og han vandt TNA World Heavyweight Championship fra den regerende verdensmester Jeff Hardy under en episode af Impact! 3. marts 2011 (optaget 24. februar). Det gjorde dermed Sting til en 11-dobbelt verdensmester (femte gang i TNA-regi), og det var hans første VM-titel siden 2009. Han mistede VM-titlen til Mr. Anderson ved Slammiversary, men vandt titlen tilbage allerede måneden efter under en episode af Impact Wrestling. Han tabte dog titlen ved TNA's Hard Justice til Kurt Angle, der fik hjælp af Hulk Hogan.
I september satte Sting karrieren på spil i en kamp mod den 16-dobbelte verdensmester Ric Flair. Det var første gang, siden den sidste kamp på den sidste episode af tv-programmet WCW Monday Nitro i World Championship Wrestling i marts 2001 – altså i mere end ti år, at Sting og Ric Flair mødtes – og mere end 20 år siden deres første møde. Sting besejrede Flair og fik sig dermed rettigheden til en kamp mod Hulk Hogan ved TNA's Bound for Glory. Ved showet i oktober lykkedes det Sting at besejre Hulk Hogan til trods for, at Ric Flair var ved Hogans side. Det var Hogans første nederlag siden 2003 (i WWE), og det var første gang, at Sting og Hogan mødte hinanden siden efteråret 1999 (i World Championship Wrestling). Efter kampen hjalp Hogan med at bekæmpe Immortal, og Sting og Hogan forlod ringen sammen.
I 2012 blev Sting det første medlem af TNA Hall of Fame.
Sting forlod TNA i 2014 sammen med en række andre af organisationens største stjerner, heriblandt AJ Styles, Hulk Hogan og Samoa Joe. Sting skrev for første gang nogensinde kontakt med WWE.

### WWE (2014-2016)
Efter flere års vedvarende rygter skrev Sting i 2014 kontrakt med verdens førende wrestlingorganisation, WWE. Han fik sin debut i november 2014 under WWE's Survivor Series, hvor han hjalp John Cenas hold til sejr mod Triple H's hold. Nogle måneder senere fik Sting sin debut på WWE's ugentlige tv-program RAW, hvor han endnu en gang hjalp John Cena til sejr over Seth Rollins, der er en del af Triple H's heel-gruppe The Authority.
Ved WWE's Fastlane i februar 2015 udfordrede Sting den tidligere 13-dobbelte verdensmester Triple H til en kamp ved WrestleMania 31. Triple H vandt kampen efter både 1990'er-grupperne D-Generation X og New World Order blandede sig i kampen. Det var Stings første og eneste kamp ved et WrestleMania-show.
Fire måneder senere vendte Sting tilbage til WWE's ugentlige tv-program Raw. I sin første kamp på Raw skulle han møde Big Show, som han besejrede. Samme aften deltog Sting i en tagteam-kamp med John Cena mod den regerende verdensmester Seth Rollins og Big Show, hvor han og Cena vandt, da Sting fik WWE-verdensmesteren til at give op. Han udfordrede den regerende verdensmester Seth Rollins til en VM-titelkamp ved WWE's Night of Champions i september, hvor Sting dog tabte. Under VM-titelkampen mod Seth Rollins blev Sting synligt skadet, og det skulle vise sig at blive hans sidste kamp i WWE og i karrieren.
I 2016 blev Sting optaget i WWE Hall of Fame aftenen før WrestleMania 32. I ugerne op til ceremonien lagde Sting ikke skjul på, at han fortsat ønskede en kamp mod The Undertaker. I sin tale ved Hall of Fame afslørede Sting dog, at han indstiller sin aktive karriere i WWE.

## VM-titler
Sting er en 12-dobbelt verdensmester. Han har vundet VM-titlen syv gange i World Championship Wrestling (hvoraf den ene var NWA-titlen) og fem gange i Total Nonstop Action Wrestling (hvoraf den ene var NWA-titlen).
| Nr. | VM-titel                           | Modstander          | Org. | Dato               | Show                    | Dage | Efterfølger         |
| --- | ---------------------------------- | ------------------- | ---- | ------------------ | ----------------------- | ---- | ------------------- |
| 1   | NWA World Heavyweight Championship | Ric Flair           | WCW  | 7. juli 1990       | The Great American Bash | 188  | Ric Flair           |
| 2   | WCW World Heavyweight Championship | Lex Luger           | WCW  | 29. februar 1992   | SuperBrawl              | 134  | Big Van Vader       |
| 3   | WCW World Heavyweight Championship | Big Van Vader       | WCW  | 11. marts 1993     | Liveshow                | 6    | Big Van Vader       |
| 4   | WCW World Heavyweight Championship | Hollywood Hogan     | WCW  | 28. december 1997  | Starrcade               | 11   | Ledig               |
| 5   | WCW World Heavyweight Championship | Hollywood Hogan     | WCW  | 22. februar 1998   | SuperBrawl              | 56   | Randy Savage        |
| 6   | WCW World Heavyweight Championship | Diamond Dallas Page | WCW  | 26. april 1999     | WCW Monday Nitro        | 0    | Diamond Dallas Page |
| 7   | WCW World Heavyweight Championship | Hulk Hogan          | WCW  | 22. september 1999 | Fall Brawl              | 43   | Ledig               |
| 8   | NWA World Heavyweight Championship | Jeff Jarrett        | TNA  | 22. oktober 2006   | Bound for Glory         | 28   | Abyss               |
| 9   | TNA World Heavyweight Championship | Kurt Angle          | TNA  | 14. oktober 2007   | Bound for Glory         | 2    | Kurt Angle          |
| 10  | TNA World Heavyweight Championship | Samoa Joe           | TNA  | 12. oktober 2008   | Bound for Glory         | 189  | Mick Foley          |
| 11  | TNA World Heavyweight Championship | Jeff Hardy          | TNA  | 24. februar 2011   | Impact!                 | 108  | Mr. Anderson        |
| 12  | TNA World Heavyweight Championship | Mr. Anderson        | TNA  | 11. juli 2011      | Impact Wrestling        | 27   | Kurt Angle          |

## Andre medieplatforme
Steve Borden medvirkede i en tv-reklame for Sprite i 1999. I 1994 medvirkede han også i tre afsnit af tv-seriens Torden i paradis, der havde Hulk Hogan i hovedrollen og i Danmark blev vist på TV3. Steve Borden spillede skurken Adam "Hammerhead" McCall. I 2010 spillede han også med i den kristne film The Encounter.

## Privatliv
I august 1998 blev Steve Borden en genfødt kristen. Sammen med sin kone Sue har han to sønner – Garrett og Steven – og datteren Gracie, der blev født i 2000. Begge hans sønner spiller amerikansk fodbold på henholdsvis Azusa Pacific University og Santa Clarita Christian.